# Fibromialgia
A fibromialgia (abreviado para FM) é uma síndrome em que o cérebro cria as dores e sintomas, por um mecanismo ainda não bem determinado mas que está relacionado aos sítios que também promovem a depressão e ansiedade, e, por essa razão, as associações com essas patologias é frequente. Seus sintomas constituem uma síndrome dolorosa reumática onde existem uma diversidade de gatilhos (multifatorial) que promovem aumento da tensão muscular, dores musculares e nos tecidos fibrosos (tendões e ligamentos), de tipo crônico-difuso, flutuante e migratório - associada ou não a rigidez, astenia (perda de força com fatigabilidade), parestesias, sensação de edema , insônia ou distúrbio do sono, alterações da sensibilidade (tais como sensibilidade aumentada a estímulos). Alguns autores associam esses problemas a um distúrbio no sistema dopaminérgico, no sistema serotoninérgico,  no funcionamento das mitocôndrias e/ou no sistema endócrino.
O seu próprio diagnóstico e aspectos clínicos têm sido muito controversos. Várias pesquisas indicam que as anormalidades na recepção dos neurotransmissores são frequentes em pacientes com fibromialgia. Essas alterações podem ser o resultado do stress grave prolongado. A depressão maior e transtornos de ansiedade, especialmente transtorno de estresse pós-traumático, são comorbidades comuns. Apesar de não se tratar de um transtorno psíquico, embora o stress físico e psicológico e a ansiedade possam incidir sobre isso, alguns especialistas podem enquadrá-la num conjunto diversificado de sintomas que muitas vezes são tratados como transtornos psicológicos, ou como efeitos físicos do transtorno depressivo.
A doença pode estar associada à atividade laboral do sujeito debilitado, à familiaridade genética, o que  causa um desajuste dos principais receptores neurológicos. Desconhece-se no entanto, a sua real etiologia, ou de seu gatilhos desencadeadores, mas  é considerada, no entanto, uma doença reumática.
Não existem quaisquer sinais que evidenciem alterações hemáticas, musculares, neurológicas e radiográficas; não existem aspectos histopatológicos seguros (danos aos tecidos perceptíveis com exame ao microscópio) característicos. Os índices de inflamação do corpo são normais, mas a percepção da dor por parte do paciente está aumentada (limiar de dor baixo). A fibromialgia é diagnosticada por exclusão de outras patologias (diagnóstico diferencial), e, antigamente, se associava aos pontos dolorosos (tender-points), fato hoje desconsiderado no seu diagnóstico. 
As principais zonas referidas, nas queixas, pela dor são, na coluna vertebral, os ombros, na cintura pélvica, nos braços, pulsos e coxas. A dor crônica, que muitas vezes ocorre em intervalos de tempo, está associada a diversos sintomas, sobretudo transtornos de humor e de sono, bem como astenia ou fadiga crônica, e por esse motivo, alguns pesquisadores são resistentes a acreditar em sua real existência, acreditando que ,  na verdade , a fibromialgia é um desmembramento dos sintomas de pacientes com distúrbio psiquiátrico com exacerbação do quadro algíco, e o fato que contribui para essa tese é que os medicamentos utilizados, são os mesmos para pacientes com depressão e ansiedade.Além disso, a falta de resposta a analgésicos comuns, bem como o caráter "migrante" das dores, são características peculiares que permitem reforçar essa tese.
O controle e remissão da doença, ainda hoje é objecto de estudo, utilizando no seu tratamento análogos dos competidores da degradação de serotonina e outros neuroreceptores, promovendo a maior concentração desses fármacos e aumentando o limiar de dor, e melhora nos sintomas depressivos,e, entre as medidas coadjuvantes do tratamento seguem as recomendações que variam desde proporcionar um sono saudável, exercícios regulares e uma dieta equilibrada.
E portanto, como se trata de uma doença de exclusão, qualquer outra patologia que cause sintomas semelhantes, afasta seu diagnóstico, não podendo portanto ocorrer a exemplo artrite reumatoide e fibromialgia, lúpus e fibromialgia, pois dessa forma se descaracteriza seu diagnóstico.

## Sintomas

Sintomas da fibromialgia (em espanhol)

A fibromialgia é uma doença de complexo e heterogêneo envolvimento e sintomatologia, na qual há um distúrbio no processamento da dor por mais de 3 meses associado a outras características secundárias como:
- Fadiga
- Problemas no sono (dificuldade pra dormir, agitação e acordar regularmente)
- Rigidez matinal
- Parestesias/Discinesia (Como formigamento ou dormência nos dedos)
- Problemas de concentração e memória)
- Sensação de edema

## Denominação
A palavra "fibromialgia" deriva do latim fibro (tecido fibroso: tendões, fáscias), do grego mio (tecido muscular), algos (dor - algós) e ia (condição).
É entidade nosológica reconhecida desde meados do século XIX com outras denominações: fibrosite, dor muscular crónica, reumatismo psicogénico, mialgia por tensão, ou mesmo confundida com sintomas de somatização.

## Diagnóstico e características
A fibromialgia é classificada como sendo um dos tipos de Reumatismos Extra-articulares, dos quais fazem parte sintomas dolorosos similares atendinite, bursite, entesite (entesopatia) e síndrome da dor miofascial, porém sem se constatar a inflamação. Na sua apresentação, a fibromialgia não acomete as articulações, como ocorre com os outros tipos de reumatismos. Se relata apenas as chamadas "partes moles". Há cada vez mais evidências que esta fibromialgia seja causada por distúrbios psiquiátricos baseados na ansiedade e como mecanismo de fuga para crises de isolamento social, pois após o período de pandemia, o índice dessa doença aumentou muito, e as lesões musculares não são observadas em nenhum aspecto clínico da doença, pois como dito acima, descaracteriza a doença. O fato é que, por algum mecanismo ainda desconhecido, o cérebro provoca dores generalizadas nos músculos, ligamentos, tendões e fáscias (tipo de tecido fibroso que envolve todas as estruturas do corpo, inclusive as citadas anteriormente), e talvez esteja correlacionado a um distúrbio de controle de feedbacks mal condicionado ou defeituoso, onde o estímulo doloroso não cessa ou é interpretado no cérebro de outra maneira.
As dores da fibromialgia portanto, podem variar de níveis de intensidade dependendo do paciente, de quais são os pontos do corpo afetados, de qual o estágio da doença ele se encontra ( apesar de não haver de fato um estágio classificado)naquele momento, se ele está ou não em crise(momento em que a dor atinge seu caráter maior de expressão), pelas condições do clima, do equilíbrio hormonal (nas mulheres), do estado psico-emocional, entre outros fatores. As dores podem variar desde uma simples sensação dolorosa até níveis insuportáveis ao toque da(s) área(s), ao movimento ou também com o corpo inerte (parado). Podem-se manifestar por períodos de horas, dias, meses ou permanentemente, em áreas diversas ou mais localmente.
Portanto, geralmente as dores apresentam-se distribuídas pelo corpo e não necessariamente têm de ter simetria, ou seja, elas podem variar de intensidade de um lado em relação ao outro. As dores podem ou não ser acompanhadas de manifestações associadas. Destas últimas, as mais frequentes são: alterações quantitativas e qualitativas do sono ou distúrbios do sono, fadiga, cefaleias, alterações cognitivas (p. ex: problemas de memória e concentração), parestesias/disestesias (amortecimentos), irritabilidade emocional e, em cerca de 75% dos casos, depressão, entre outras. Há citações de haver praticamente perto de 200 manifestações associadas já catalogadas.
Alguns pesquisadores tentaram associar a frequência e intensidade com patologias virais, mas não foi evidenciada tal relação 
Trata-se de um acometimento musculoesquelético não articular, cujos critérios de diagnóstico foram estabelecidos pelo Colegiado Americano de Reumatologia (CAR) em 1990. Desde essa época, foram adotados pela comunidade científica no mundo ocidental - inclusive Portugal e Brasil.
Não possui um método de diagnóstico direto, portanto há a necessidade de se diagnosticar tal síndrome por exclusão. Ou seja, o médico necessitará fazer vários exames de imagem e de laboratório para excluir a possibilidade de os sintomas serem provocados por algum outro acometimento e se acaso o resultado for negativo para estes, o profissional poderá realizar o diagnóstico de fibromialgia e constatará ser de fato a doença.
A Sociedade Brasileira de Reumatologia recomenda aos médicos que sejam excluídos ao se fazer o diagnóstico de fibromialgia os seguintes acometimentos:
- Outros reumatismos extra-articulares (bursite, tendinite, entesite e síndrome da dor miofascial);
- Polimialgia reumática e arterite de células gigantes;
- Polimiosites e dermatopolimiosites;
- Miopatias endócrinas: hipotiroidismo, hipertiroidismo, hiperparatiroidismo, insuficiência adrenal, hiperglicemia; polineuropatia aguda por álcool;
- Neoplasias;
- Doença de Parkinson;
- Efeito colateral de drogas: corticosteróide, cimetidina, estatina, fibratos, drogas ilícitas .

Os pontos avaliados são em total 18, sendo que ao se constatar dor intensa em 11 ou mais, confirma-se o diagnóstico.
- Critério Preliminar de 2010
- O critério preliminar da Sociedade Americana de Reumatologia (ACR) (WOLFE; CLAUW; et al.,2010), fez um número de mudanças para o diagnóstico e a definição descritas no critério da ACR 1990 (WOLFE et al., 1999). O critério de 2010 eliminou a contagem de pontos gatilhos que era anteriormente essencial para o diagnóstico e definição da fibromialgia (VANDERSCHUEREN et al., 2010).
- Ele alterou os critérios e tornou possível diagnosticar a fibromialgia naqueles que não tem dor generalizada (um constituinte do critério de 1990) (BOSCHERT, 2013).   Este critério usa o Índice de Dor Generalizada (WPI) e a Escala de Severidade de Sintomas (SS) no lugar do teste dos pontos gatilhos do critério de 1990.
- O Índice de Dor Generalizada conta com 19 áreas corporais nas quais as pessoas tem experimentado dor nas duas últimas semanas.
- A Escala de Severidade de Sintomas mede a taxa de fadiga das pessoas, sintomas cognitivos, e sintomas somáticos gerais, cada um com uma escala de 0 a 3, que varia de 0 a 12.
- O critério revisado para o diagnóstico é:   WPI ≥ 7 e SS ≥ 5 ou WPI 3–6 e SS ≥ 9.
- A Fibromialgia é diagnosticada desde que os sintomas estejam presentes em níveis similares por pelo menos três meses, e nenhum outro diagnóstico diferente que pudesse explicar a dor. (WOLFE et al. 2010).
- Critério 2011
- Em 2011, os autores do critério de 2010 e mais alguns outros propuseram uma modificação do critério de 2010, para que os itens do critério pudessem ser obtidos por auto relato (WOLFE; CLAUW, et al., 2011).
- No momento do desenvolvimento dos critérios de 2011, 2 componentes dos critérios, o Índice de Dor Generalizada (WPI) e a Escala de Gravidade dos Sintomas (SS), foram combinados para formar a Escala de Sintomas de Fibromialgia, mais tarde chamada de Escala de Angústia Polissintomática (PSD) (WOLFE; HAUSER; 2011).
- Os autores afirmaram que a fibromialgia pode ser vista como um distúrbio contínuo e que a escala poderia fornecer uma medida desse continuum. Por definição, pacientes positivos para fibromialgia pelo critério 2010/2011 sempre tiveram uma pontuação PSD de ≥ 12. Portanto, a pontuação PSD quantitativa poderia oferecer a visão da distância quantitativa de um paciente em relação ao diagnóstico de fibromialgia.
- Em 2016 os critérios da fibromialgia foram revisados e Wolfe et al concluíram que eles apresentam boa sensibilidade e especificidade. A revisão combinou critérios médicos e de questionário, minimizando a classificação incorreta de distúrbios de dor regional e eliminando a recomendação anterior em relação às exclusões diagnósticas. Em outras palavras, os critérios baseados no médico são válidos para o diagnóstico individual do paciente e a versão de autorrelato dos critérios é inválida para diagnóstico clínico em pacientes individuais, mas é válida para estudos de pesquisa. Essas alterações permitem que os critérios funcionem como critérios diagnósticos, embora ainda sejam úteis para classificação.[18]
- Em 2024, um cientista brasileiro (Dr. André Pontes-Silva) propôs novos critérios para o diagnóstico de fibromialgia usando o modelo biopsicossocial. Segundo esses critérios, pacientes com fibromialgia devem ser diagnosticados em duas principais categorias: paciente com fibromialgia e componente social afetado; paciente com fibromialgia e componente social não afetado. O artigo foi publicado pelo grupo Oxford na revista oficial da Sociedade Britânica de Reumatologia.[19]

A Fibromialgia encontra-se incluída na Décima Revisão da Classificação Estatística Internacional de Doenças e Problemas Relacionados à Saúde (CID-10), da Organização Mundial da Saúde, atualmente com código individualizado (M79.7).
Como a maioria das pessoas com fibromialgia necessita de administração de medicamentos muito fortes para a dor por longos períodos (anos, décadas - tais como:  analgésicos e análogos setotoninergicos, podendo ser utilizada em
ultima opção até morfina ou os seus derivados (em casos mais graves)-, elas podem vir a padecer de algum problema sério de saúde e não perceber isso ou perceber muito tarde. Se acaso o paciente com fibromialgia apresentar.por exemplo, pneumonia, apendicite, infecção urinária, úlcera, infarto, etc., estes problemas, em função das drogas sedativas e analgésicas, só serão percebidos quando já estiverem em estado avançado, e elas também não permitem que a febre se manifeste tão facilmente. Assim, o portador de fibromialgia deve estar muito atento para que não passe a correr riscos em decorrência da necessidade do uso das medicações para dor por tempo prolongado.

## Epidemiologia
A fibromialgia acomete cerca 2% a 4% da população adulta nos países ocidentais e as mulheres são 5 a 9 vezes mais afetadas do que os homens. A idade predominante do aparecimento dos sintomas oscila entre os 20 e os 50 anos. As crianças (há citações de casos com 2 anos de idade), os jovens e também os indivíduos acima de 50 anos também podem apresentar Fibromialgia. A prevalência de dor crônica difusa na população em geral está entre 11 e 13%.

## Causas
A causa e os mecanismos que provocam fibromialgia não estão perfeitamente esclarecidos dentro da medicina, porém existem vários mecanismos prováveis, dentre eles:
- O mau funcionamento das mitocôndrias das células.[21]

- Lesões músculo-esqueléticas que vão se acumulando com o decorrer do tempo. Os traumatismos provocados por quedas, esforço exagerado, acidentes, etc., em alguns indivíduos, podem permanecer latentes até por décadas e com o acúmulo deles no corpo, se poderá chegar a um momento em que eles se generalizem por quase todas as áreas.

- A diminuição de serotonina e o aumento de neurotransmissores, como da substância P, provocam maior sensibilidade à dor e podem estar implicados na diminuição do fluxo de sangue que ocorre nos músculos e tecidos superficiais encontrados nos casos de fibromialgia. Porém, diversos trabalhos científicos comprovam que outros acometimentos que causam dor crônica intensa também provocam os mesmos problemas, donde vem a suspeita de não ser este o motivo das dores desta síndrome e sim, apenas uma reação normal do organismo quando está sob uma situação dolorosa intensa. Alterações serotoninérgicas já foram compravas nos portadores, porém medicamentos que aumentam a serotonina (ISRS) tem eficácia bastante limitada e alguns medicamentos eficazes bloqueiam um tipo de serotonina (5-HT3).[22]

## Tratamento
O tratamento da fibromialgia inclui medicamentos e medidas assistência fisioterapêutica e terapêutica ocupacional. Por ser uma doença idiopática (de causa desconhecida), a ênfase deve ser dada à redução dos sintomas de dor e na melhora da saúde de maneira geral.
Medicamentos aprovados para tratar os sintomas da fibromialgia:
- Antidepressivos ISRS (Inibidor seletivo de recaptação de serotonina (como Fluoxetina, Sertralina, Paroxetina, Citalopram e Escitalopram)
- Antidepressivos ISRSN (Inibidor de recaptação de serotonina e noradrenalina) como: Duloxetina, Milnaciprano, Venlafaxina e Desvenlafaxina)
- Antidepressivos tricíclicos, como Amitriptilina, Nortriptilina e Clomipramina
- Analgésicos comuns como Dipirona e Paracetamol,  inclusive opiáceos leves como Tramadol (costuma-se o associar com Paracetamol)  e Codeína (pode ser pura, ou associada com Paracetamol, ou associada com Diclofenaco)
- Relaxantes musculares de ação central, como Ciclobenzaprina, Carisoprodol, Tizanidina e Baclofeno
- Pramipexol, um antiparkinsoniano também indicado pra fibromialgia
- Tropisetrona, um antiemético
- Zopiclona e o Zolpidem (para distúrbios do sono)
- Gabapentina, anticonvulsionante  e também para dor neuropática, e em alguns casos para fibromialgia
- Pregabalina, anticonvulsivo, para dor periférica, ansiedade e fibromialgia
- Em casos refratários e com dor severa e incapacitante, opióides mais fortes como a Oxicodona, a Buprenorfina transdérmica, a Morfina, a Metadona, o Fentanil transdérmico, a até o dispositivo de infusão intratecal de Morfina (popularmente conhecido como bomba de morfina)

Medicamentos que devem ser evitados (Não recomendados pelos especialistas):
- Corticosteroides, anti-inflamatórios esteróides, como Dexametasona, Betametasona, Hidrocortisona, Prednisona, Prednisolona, Metilprednisolona
- Tinazidina
- Anti-inflamatórios não esteroides, como Diclofenaco, Ibuprofeno, Cetoprofeno, Naproxeno, Cetorolaco de Trometamina

### Terapia Ocupacional
A pessoa que tem fibromialgia frequentemente relata dificuldade para dormir, acorda com a sensação de que dormiu mal e não descansou durante a noite (sono não-restaurador), o que resulta em sonolência durante o dia.
Dentre os diversos sinais e sintomas que o paciente fibromiálgico apresenta, o quadro de dor crônica pode causar sofrimento persistente ao paciente, gerando alterações psicoativas que afetam a percepção do indivíduo quanto ao seu bem-estar e qualidade de vida, interferindo de forma negativa na realização de suas atividades de vida diária, lazer e de trabalho (SANTOS, et al. 2006; DE CARLO; QUEIROZ e SANTOS, 2008).
 Os objetivos do tratamento com terapia ocupacional para pacientes reumáticos envolvem: promover a manutenção ou aumento da capacidade funcional, orientar o paciente quanto a técnicas de proteção articular e conservação de energia e monitorar a adesão do paciente ao tratamento, oferecendo-lhe suporte emocional e os esclarecimentos de que ele necessitar (SPENCER, 2002; BUCKNER, 2004).
A aplicação desses objetivos pode variar de acordo com os resultados da avaliação. Por isso, o plano de tratamento deve ter seus objetivos traçados individualmente, baseando-se na gravidade dos sintomas, no estado geral de saúde, estilo de vida e metas pessoais do paciente, que deve ser um participante ativo em seu processo de reabilitação (BUCKNER, 2004; DE CARLO, et al. 2004).
Para alcançar os objetivos de tratamento, existem diversos recursos que o terapeuta ocupacional pode utilizar. Dentre eles estão: pacing da atividade, exercícios terapêuticos, orientação quanto à mecânica corporal adotada durante as atividades (técnicas de proteção articular e conservação de energia - já falada no blog), recursos físicos, técnicas de relaxamento e o método cognitivo-comportamental (DE CARLO, et al. 2004; DE CARLO; CUKIERMAN e FIGUEIRÓ, 2008). Todos esses recursos terapêuticos podem ser utilizados numa modalidade de atendimento terapêutico ocupacional tanto individual como grupal.

### Fisioterapia
A prática de atividade física moderada é considerada essencial no tratamento convencional da fibromialgia. Muitos pacientes conseguem manter a qualidade de vida com pouca medicação e prática regular de exercícios moderados. A indicação da fisioterapia deve ser personalizada, orientada por um profissional capacitado, pois o excesso pode causar dores e crises que acabam inviabilizando a prática constante.
A eutonia, uma técnica de educação corporal e autoconhecimento do corpo,  demonstrou ser eficaz como associação ao tratamento usual na diminuição de dor.
Exercícios suaves, meditação e massagem são práticas de medicina complementar que, associadas ao tratamento médico, podem auxiliar a aliviar os sintomas de quem é afetado por esta síndrome. A Fisioterapia ameniza as dores, provoca relaxamento usando a eletroterapia (Ondas Curtas, Microondas) o Turbilhão, usado com água morna que tem efeito relaxante como os demais recursos eletroterápicos descritos.[carece de fontes?] Além disso, os alongamentos e massagens terapêuticas são usadas para "soltar" os pontos de tensão.
É fundamental que o profissional que realiza a prática conheça os sintomas específicos relacionados à doença e trabalhe de acordo com a situação específica de cada paciente.
Também, há estudos que mostram que a Coenzima Q10 pode ser um suplemento alimentar que auxilie no tratamento dessa síndrome (APPEL, Marli. Síndrome da fibromialgia: dor crônica -  benefícios da Coenzima Q10. Disponível em: )

### Psicoterapia
A terapia cognitivo-comportamental provou ser significativamente mais benéfica que exercícios de relaxamento para pacientes com fibromialgia e é recomendada pela sociedade brasileira de reumatologia.
Tanto o treino de controle de estresse, relaxamento progressivo e reestruturação cognitiva ajudaram na redução do nível de estresse, na diminuição da ansiedade e depressão e o desenvolvimento da assertividade, mas nenhuma dessas técnicas mostrou-se significativa na redução da percepção das dores. Apesar de não diminuir a dor, houve uma melhora significativa na qualidade de vida e produtividade da maioria dos pacientes.
Ela é recomendada especialmente para pacientes que tenham também transtornos de ansiedade, transtorno de despersonalização, irritabilidade e agressividade.

### Terapias alternativas
A grande maioria das terapias alternativas, como Reeducação Postural Global, pilates, hipnoterapia, quiropraxia, biofeedback e homeopatia não têm pesquisas considerada válida pela comunidade científica, contando somente com a divulgação de pessoas que passaram por elas e não são recomendadas pelos médicos especialistas em fibromialgia.
Também não existem evidências científicas de que terapias alternativas, como chás, terapias ortomoleculares, cristais , cromoterapia e florais de Bach, entre outros, sejam eficazes. Tratamentos complementares e terapias alternativas devem ser utilizadas com cuidado e sempre com orientação médica, para evitar agravar a doença ou mesmo ilusões por profissionais de caráter duvidoso.
A acupuntura reduz a dor, rigidez, cansaço e bem estrar geral. A acupuntura com estimulação elétrica é melhor do que a acupuntura tradicional na redução da dor, da rigidez e na melhora geral do bem-estar, sono e fadiga.
Quaisquer terapias que ocasionem melhora da qualidade de vida sem sequelas ou efeitos colaterais danosos podem ser utilizadas pelos pacientes, apesar de não serem unanimidade. A escolha do tipo de tratamento deve levar em conta a adesão do paciente, suas possibilidades e a melhora da qualidade de vida.